# Nymphon stenocheir
Nymphon stenocheir is een zeespin uit de familie Nymphonidae. De soort behoort tot het geslacht Nymphon. Nymphon stenocheir werd in 1908 voor het eerst wetenschappelijk beschreven door Norman. 